# 相模原障害者施設殺傷事件
相模原障害者施設殺傷事件（さがみはら しょうがいしゃしせつ さっしょうじけん）は、2016年（平成28年）7月26日未明に神奈川県相模原市緑区で発生した大量殺人事件。
神奈川県立の知的障害者福祉施設「津久井やまゆり園」の元職員であった植松 聖（うえまつ さとし、事件当時26歳）が、同施設に刃物を所持して侵入し入所者19人を刺殺、入所者・職員計26人に重軽傷を負わせた。殺人などの罪で逮捕・起訴された加害者・植松は、2020年（令和2年）3月に横浜地方裁判所における裁判員裁判で死刑判決を言い渡され、自ら控訴を取り下げたことで死刑が確定した。
殺害人数19人は、当事件が発生した時点で太平洋戦争後の日本で発生した単独犯の殺人事件としては最も多く、事件発生当時は太平洋戦争後最悪の大量殺人事件として日本社会に衝撃を与えた。相模原殺傷事件、相模原障害者殺人事件、相模原障がい者施設殺傷事件 、津久井やまゆり園事件などとも呼ばれる。

## 事件発生
2016年7月26日午前2時38分、相模原市緑区千木良の知的障害者施設「神奈川県立津久井やまゆり園」 から神奈川県警察・相模原市消防局にそれぞれ「刃物を持った男が暴れている」との通報があった。事件に気づいた施設の当直職員が、非番の男性職員にLINEを使って「すぐ来て。やばい」 と連絡を取り、連絡を受けた男性職員が電話で確認のうえ警察に通報した。現場に駆けつけた医師が19人の死亡を確認し、重傷の20人を含む負傷者26人が6か所の医療機関に搬送された。
死亡したのは、いずれも同施設の入所者の男性9人（年齢はいずれも当時41歳 - 67歳）、女性10人（同19歳 - 70歳）である。死因は19歳女性が腹部を刺されたことによる脾動脈損傷に基づく腹腔内出血、40歳女性が背中から両肺を刺されたことによる血気胸、残り17人が失血死とされ、遺体の多くは居室のベッドの上で見つかっていたことから、植松が寝ていた入所者の上半身を次々と刺したとみられる。また、負傷したのは施設職員男女各1人を含む男性21人、女性5人で、うち13人は重傷を負った。入所者24人の負傷内容は全治約9日 - 約6か月間の胸への切り傷や両手の甲への打撲などとされる。被害者の名前について、神奈川県警は同26日、「施設にはさまざまな障害を抱えた方が入所しており、被害者の家族が公表しないでほしいとの思いを持っている」として、公表しない方針を明らかにしている。これについて「日本では、すべての命はその存在だけで価値があるという考え方が当たり前ではなく、優生思想が根強いため」と説明する被害者家族、本人が生きた証として名を公表する遺族、匿名であるため安否が分からず自分なら公表してほしいとする入所者の友人、根底に障害者差別があるとするなど様々な意見がある。
午前3時すぎ、現場所轄の津久井警察署に加害者の男、植松聖（犯行当時26歳、元施設職員）が「私がやりました」と出頭し、午前4時半前、死亡した19歳の女性入所者に対する殺人未遂・建造物侵入の各容疑で緊急逮捕された。
植松は、正門付近の警備員室を避けて裏口から敷地内に侵入し、午前2時頃、ハンマーで入居者東居住棟1階の窓ガラスを割り、そこから施設内に侵入したとみられる。起訴状によれば植松は、意思疎通のできない障害者を多数殺害する目的で、通用口の門扉を開けて敷地内に侵入し、結束バンドを使って職員らを拘束し、一部を結束バンドで縛り、その目の前で入居者の殺傷に及んでいたが、直接刃物で切りつけられた職員はいなかった。植松は職員らを拘束したうえで、所持した包丁・ナイフを使用して犯行に及んだとされるほか、凶器として自宅から持ち込んだ柳刃包丁5本などを持っており、切れ味が鈍るなどするたびに取り換えながら使用していた。事件後に施設内で刃物2本が発見され、植松は別の刃物3本を持って津久井署へ出頭した。植松は侵入時にスポーツバッグを所持しており、刃物やハンマー、職員を縛った結束バンドなどをバッグに収納し、行動しやすくしていたとみられる。植松は犯行時、鉢合わせした職員らに「障害者を殺しにきた。邪魔をするな」などと脅しており、入居者に声をかけつつ返事がない入居者らを狙って次々と刺していった。前述のように、植松が裏口から施設に侵入したことから、植松は施設の構造・防犯態勢を熟知していたとみられる。取り調べに対し、植松は「ナイフで刺したことは間違いない」などと容疑を認めたうえで、「障害者なんていなくなってしまえ」と確信犯である持論を供述もした。
植松被告に拘束された施設職員は利用者の女性が就寝していた部屋に連れ込まれ、「こいつは話せるか」と聞かれた。その女性は自発的に話すことが困難で、「しゃべれない」と答えると、被告はその女性の首付近を3回刺した。職員は「しゃべれない人を狙っている」と気付き、その後は、各部屋に連れ回されて被告に問われる度に「しゃべれます」と答え続けた。ところが、「しゃべれます」と答えても、被告が「しゃべれないじゃん」と刺すようになった。職員が「みんなしゃべれます」と泣き叫ぶと、被告は「面倒なやつだ」と言い、廊下の手すりに縛り付け去った。
同警察署の捜査本部は翌27日、殺人未遂の容疑を殺人に切り替え、植松を横浜地方検察庁に送致した。
事件で負傷して意識不明となった4人が入院していた病院は、翌27日の記者会見で、4人全員の意識が回復したと発表した。そのうち、20代の男性は首を深く刺されたため全血液量の3分の2を失い、搬送直後には脈をとれないほどの危険な状態だった。この男性は、意識を取り戻して人工呼吸器を外されると、看護師に何度も「助けて」と繰り返し、被疑者として植松が逮捕されたことを知ると生き返ったと答えた。
入所者のうち、被害を免れた比較的軽度の入所者が、植松が殺傷前に職員に縛りつけた結束バンドをはさみで切断して職員を解放していたことが判明し、捜査本部はこの行為が被害を抑えた可能性もあるとみている。
植松はさらに多数の入居者を襲う計画だったが、西棟2階を担当していた職員が異変を察知して部屋に閉じこもり、そのまま出てこなかったことから、この職員が警察に通報するのを恐れて襲撃を中断し、施設から逃走した。

### 神奈川県立津久井やまゆり園
事件のあった「神奈川県立津久井やまゆり園」は、神奈川県が1964年（昭和39年）から設置し、2005年（平成17年）度から指定管理者制を導入、社会福祉法人「かながわ共同会」が運営している知的障害者施設である。相模湖駅から東に2キロほど離れた、山に囲まれた相模川に面する住宅地に立地している。
入所定員は事件当時、長期入所者150人、短期入所者10人の計160人だった。敷地の面積は3万890平方メートルの敷地内に2階建ての居住棟や管理棟、グラウンドや作業スペースなどがあり、7月1日時点で職員数は164人、同日時点で入所していた19歳から75歳の長期入所者149人（男性92人、女性57人）全員が障害支援区分6段階のうち重い方の4から6に該当する重度の知的障害者（食事や入浴、排泄などの介助が必要）だった。
1992年（平成4年）12月より、開所当時の施設・設備が老朽化したことを受けて、建て替え工事を実施した。1994年（平成6年）6月、第1期工事（居住棟・厨房機械棟）が完成し、続いて既存棟の解体と、居住棟・作業訓練室やボランティア室などを備えた管理棟などを建設する、第2期工事が同年7月から行われ、1996年（平成8年）4月に完成したことで、再整備工事が完了し全面開所した。

### 津久井やまゆり園の安全管理
園では、夜間も職員を1棟あたり少なくとも2人配置し、園の正門・居住棟の入り口はそれぞれ施錠されているうえ、建物内に入ったとしても各ホームに自由に行き来することはできず、すべての鍵を開けられるマスターキーを持っている職員もいないという。また、園には警備員が常駐しているが、午後9時半以降は正門近くの管理棟で仮眠してもよいことになっており、当直の警備員は侵入に気づかなかったという。
県の説明によると、入所している人たちが生活している居住棟は2階建てで「東棟」と「西棟」の2つがあり、容疑者は「東棟」の1階の窓ガラスを割って侵入したとみられている。しかし、外部からの侵入者を察知して自動的に警備会社に知らせたり、警報が鳴って施設全体に知らせたりするシステムはなかった。監視カメラは設置されていたものの、常時監視されていたわけではなく、速やかな異常の把握はできなかった。警報システムや警備会社が提供する常時監視サービス、共連れを防止できる入退室管理システムなどを導入していれば、被害の拡大を防ぐことができたと指摘もある。しかしながら、現状はこのような事案が起こること自体が想定されていない場合が多く、対策が疎かになることが多い。

### 捜査
逮捕後の取り調べに対し植松は「ナイフで刺したことは間違いない」と容疑を認めたうえで「施設を辞めさせられて恨んでいた」とも話した。
捜査本部は7月27日の捜査で、新たに血痕のついた包丁2本を発見した。また、殺害された19人全員に、胸や首に複数の刺し傷があった。27日までに12人の司法解剖が終了し、10人は負傷による失血死と失血性ショック、2人は腹と背中を刺されたことが致命傷となった。傷の深さから、植松には明確な殺意があったものとみられる。
取り調べの中で、植松は犯行時、職員から奪った鍵で居住区画を仕切る扉を解錠して移動しながら、入居者の実名を叫んでいたことも新たに判明し、犠牲者には名前を呼ばれた入居者も含まれていたという。神奈川県警は、植松が特定の人物を標的にした疑いがあるとみている。
神奈川県警は8月15日、園内の東側居住棟1階で、刃物で切りつける、突き刺すなどして、26歳から70歳の女性9人を殺害したとして、殺人容疑で植松を再逮捕した。同日、横浜地検は当初の逮捕容疑である19歳女性に対する殺人容疑については処分保留とした。県警は8月17日午前、植松を横浜地方検察庁に送致した。
神奈川県警は9月5日、園西棟の1階と2階で、41歳から67歳の男性9人を刃物で切りつけて殺害したとして、殺人容疑で植松を再逮捕した。逮捕は3回目で、これまでの逮捕容疑について横浜地検はいずれも処分保留とした。これで、東棟1階の女性10人と合わせ、死亡した19人全員について殺人容疑で立件され、植松はいずれも容疑を認めた。鑑定留置の期間は翌2017年1月23日までの約4か月間を予定していたが、のちに延長された。植松は襲撃の途中に施設の職員室にあるパソコンで勤務表を調べ、自分より体格がよい職員がいないことを確認していたことが判明しており、捜査関係者は「殺害計画に沿って合理的に行動しており、心神喪失状態ではなかった」とみている。
捜査本部は2016年12月19日、それまでに立件した殺人容疑に加えて「入所者24人に重軽傷を負わせた殺人未遂容疑」で植松を横浜地検に追送検し、一連の植松による殺傷行為について全て立件した。また、県警はその負傷者のうち2人について家族の了解が得られたとして実名を公表した。
津久井署捜査本部は2017年（平成29年）1月13日、被疑者植松を「施設女性職員2人への逮捕・監禁致傷容疑」「施設職員の男性3人への逮捕・監禁容疑」で横浜地検へ追送検した。
2017年1月17日、横浜地検は横浜地方裁判所へ「鑑定留置期間を2017年2月20日まで延長する」ことを請求して認められ、2月20日に鑑定留置が終了し、植松の身柄は午後3時すぎに立川拘置所から捜査本部が置かれていた津久井警察署に移送された。これまでの精神鑑定で植松は「自己愛性パーソナリティ障害」など複合的なパーソナリティ障害があったことが判明したが、「動機の了解可能性」「犯行の計画性」「行為の違法性の認識」「精神障害による免責の可能性」「犯行の人格異質性」「犯行の一貫性・合目的性」「犯行後の自己防衛行動」の面から 犯行時には「完全な刑事責任能力を問える状態」であったため、横浜地検は勾留期限の2017年2月24日までに植松を起訴する方針を決めた。
そして、横浜地検は2017年2月24日に被疑者植松を以下6つの罪状で横浜地方裁判所に起訴し、事件発生から約7か月に及んだ一連の捜査が終結した。
- 殺人罪 - 死亡した入所者男女19人を刃物で刺して殺害した[11]
- 殺人未遂罪 - 負傷した入所者男女24人を刃物で刺して重軽傷を負わせた[11]
- 逮捕・監禁罪 - 職員3人を逮捕・監禁した[11]
- 逮捕・監禁致傷罪 - 別の職員3人を逮捕・監禁して怪我を負わせた[11]
- 建造物侵入罪・銃刀法違反[11]

## 刑事裁判
本事件は横浜地方裁判所にて裁判員裁判で審理されたが、被害の大きさ・証拠量の膨大さから公判前整理手続が長期化し、2017年2月の起訴から初公判期日まで3年近くを要することとなった。被告人・植松は殺傷行為を認めたため、刑事裁判の公判では「刑事責任能力の有無・程度」が最大の争点になった。
横浜地検は刑事裁判の公判において横浜地裁へ「起訴状を朗読する際などに被害者の実名を呼ばず匿名で審理すること」を求めるよう検討し、2017年6月になって「氏名・住所などを伏せるよう申し出ていた被害者を匿名にして公判を開く」方針を決定した。なお殺害された入所者・当時19歳女性（法廷における仮名は「甲A」）は当初、被害者特定事項秘匿制度に基づき仮名だったが、初公判直前に女性の母親が姓を伏せた上で「娘の名前を覚えていて欲しい」と報道各社に手記を寄せて名前を公表しており、第3回公判以降は実名に切り替えられている。
横浜市内の精神鑑定経験が豊富な医師によると、一般的に「自己愛性パーソナリティ障害」は、衝動の抑制が効かなかったり理性的な判断が難しくなったりする場合はあるものの、刑事責任能力を左右する精神病とは区別されるという。精神病というよりは「性格の大きな歪み」に分類され、自分の意見が通らないと「周囲がいけない」「法律がおかしい」と自己中心的な思考に陥りがちになる。そのうえで、植松の「かなり冷静に一貫した行動や言動」や、事件後の逃走を「自分の行動が犯罪だと認識している」点を指摘し、植松の日常生活には問題がなかったことから「自己責任能力の否定材料が乏しく、起訴はまっとうな判断である」と評した。
神奈川県の黒岩祐治知事は「裁判を通じて、この事件の全容が明らかになることを望む」と表明したほか、相模原市の加山俊夫市長も「原因が究明され偏見や差別のない共生社会の実現につながってほしい」とコメントを出した。

### 第一審・横浜地裁（裁判員裁判）

#### 公判前整理手続
2017年9月28日に横浜地裁（裁判長・青沼潔）で第1回公判前整理手続が開かれた。協議は非公開で実施され、検察・弁護側双方が主張内容を記載した書面をそれぞれ提出し、争点について意見を交わした一方、植松は欠席した。その後、検察側・弁護人双方との間で計3回の打ち合わせが行われ、検察側から合計631点の証拠請求がなされた一方、弁護人からは予定する主張内容を記載した書面が提出された。
横浜地裁（裁判長・青沼潔）は2018年1月23日までに弁護人側の請求を受け、植松に対し再度の精神鑑定を実施することを決めた。
共同通信は2018年9月4日に、被告人・植松の精神鑑定結果について「捜査段階とは別の精神科医による再度の精神鑑定は2018年8月に終了し、1回目と同様に（刑事責任能力に問題がない）『パーソナリティー障害』との診断結果が出た」と報道した。弁護人は3度目の精神鑑定を申請したが、横浜地裁はこれを認めず却下した。
横浜地裁（裁判長は青沼潔）は2019年4月22日付で本事件の初公判期日を「2020年（令和2年）1月8日11時開廷」と指定して同月24日に公表した。その後、第2回公判以降の公判予定に関しても横浜地裁・横浜地検・弁護人の三者協議により決定され、横浜地裁は2019年9月30日付で第2回公判以降の公判予定を指定し、同年10月2日に発表した。

#### 公判
横浜地裁における事件記録符号（事件番号）は「平成29年(わ)第212号」（建造物侵入、殺人、殺人未遂、逮捕致傷、逮捕、銃砲刀剣類所持等取締法違反）。審理は横浜地裁第二刑事部合議係（裁判長・青沼潔）が担当し、公判は横浜地裁101号法廷で開廷された。

##### 初公判
2020年1月8日に横浜地裁（裁判長・青沼潔）で裁判員裁判の初公判が開かれ、被告人・植松聖は罪状認否で起訴内容を認めたが、証言台にて謝罪の言葉を述べた直後に自身の右手小指を噛み切ろうとして係官に取り押さえられ退廷させられた。再開後の審理は被告人不在で行われ、検察官・弁護人がそれぞれ冒頭陳述で「植松は完全責任能力を有していた。大麻の影響は犯行の決意を強め、その時期を早めたに過ぎない」（検察官）「事件直前に4，5回大麻を使用しており、犯行当時は大麻精神病により責任能力がない（＝罪に問えない）心神喪失状態だった」（弁護人）とそれぞれ主張した。同日は検察側の証拠調べも行われる予定だったが次回公判へ持ち越しとなった。
なお植松は退廷後に収監先の横浜拘置支所（横浜刑務所に隣接）へ戻されたが、翌日（2020年1月9日）朝に自分で右手小指第一関節を噛みちぎった。

##### 第2回以降の公判
2020年1月10日に第2回公判が開かれ、被告人・植松は白い厚手の手袋を両手に着けた状態で出廷し、青沼から「初公判のように法廷の秩序を乱すようなことをしないように」と注意され「申し訳ありません」と謝罪した。同日は改めて初公判から持ち越されていた検察官の証拠調べが行われ、検察官は各被害者の被害状況や死因・発見場所などを園内写真・見取り図とともに説明した上で、事件当時勤務していた職員6人の供述調書を読み上げ「植松は職員を刃物で脅して結束バンドで拘束し、就寝中だった入所者の部屋へ連れて行き『こいつは喋れるのか？』などと聞いた上で話せない入所者の首辺りを刺していた。途中から『植松は話せない入所者を選んで刺している』と悟った職員は入所者を守ろうと『しゃべれます』と嘘をついたが、それでも植松は構わずに次々と殺傷行為を重ね、『こいつらは生きていてもしょうがない』とも発言した」と明かした。
2020年1月15日に第3回公判が開かれ、検察官はやまゆり園の元同僚職員（植松の幼馴染）の供述調書を読み上げて植松の言動の変遷を指摘したほか、初公判前に実名を公表した犠牲者・19歳女性を含む犠牲者2人の遺族が書いた手記を朗読した。
2020年1月24日に開かれた第8回公判から被告人質問が開始され、弁護人が被告人質問を行った。同日、被告人・植松は動機について「国の負担を減らすため、意思疎通を取れない人間は安楽死させるべきだ」と述べたほか、責任能力の是非に関しては「自分は責任能力がある。もし責任能力がなければ死刑にすべきだ」と述べ、心神喪失を主張する弁護人とは正反対となる主張をした。
2020年1月27日に開かれた第9回公判では検察官が被告人質問を行い、植松は事件後に津久井署へ自ら出頭した理由を「自ら出頭することは現行犯逮捕されるより潔いと思った。出頭して自分が錯乱状態ではないことを証明することで自身の動機を社会に伝えたかったからだ」と述べた。
2020年2月6日に開かれた第11回公判では被害者遺族らの代理人弁護士が被告人質問を行い、植松は「事件の数か月前に自分の両親へ障害者の殺害計画を伝えたところ止められたが、思い直さなかった」と述べた。
2020年2月7日に開かれた第12回公判では植松の精神鑑定を行った精神科医・大沢達哉（東京都立松沢病院）が証人として出廷し「犯行動機は被告人自身の強い意思に基づくもので妄想ではない。大麻の使用は事件に影響していない」と証言したが、続く第13回公判（2020年2月10日）では植松を診断した静和会中山病院院長・工藤行夫が弁護人側の証人として出廷し、大沢とは逆に「犯行当時の植松は大麻精神病の状態だった（＝犯行に大麻使用が影響している可能性がある）。現在もその症状が持続している可能性がある」と証言した。
2020年2月17日には検察官による論告求刑に先立ち犠牲者・19歳女性（甲A）の遺族が意見陳述し、植松への死刑適用を求めた。

##### 死刑求刑・結審
2020年2月17日に開かれた第15回公判で検察官による論告求刑が行われ、横浜地検は被告人・植松聖に死刑を求刑した。
公判は2020年2月19日に開かれた第16回公判で結審し、弁護人は最終弁論で「植松は大麻を長期間にわたり常用したことによる病的・異常な思考に陥った結果犯行に及んだ。『パーソナリティ障害』とした鑑定医の診断は大麻に関連した精神障害を意識していない」と主張し、「心神喪失として無罪にすべきである」と求めた。その後、最終意見陳述で植松は「どんな判決が出ても控訴しない。（裁判は）一審だけでも長いと思った」と述べた一方、それまでと同様に障害者への差別的な発言を繰り返した。

#### 死刑判決・確定
判決公判は2020年3月16日に開かれ、横浜地裁（裁判長・青沼潔）は被告人（植松聖）の完全責任能力を認定した上で、求刑通り植松に死刑判決を言い渡した。植松は閉廷宣言直後に挙手して裁判長に発言機会を求めたが認められず、閉廷後に『神奈川新聞』記者との接見で「『世界平和のためにマリファナが必要』と伝えたかった」「重度障害者の家族は病んでいる。『幸せだった』という被害者遺族は不幸に慣れているだけだ」などと発言した。また「死刑に値する罪とは思わないが控訴はしない。弁護人が控訴しても自分で取り下げる」と意思表明していたが、弁護人は2020年3月27日付で判決を不服として東京高等裁判所に控訴した。しかし植松自身が控訴期限となる2020年3月30日付で東京高裁への控訴を取り下げる手続きを行い、横浜地検も控訴しなかったため、控訴期限を過ぎる2020年3月31日0時（日本標準時）をもって死刑が確定した。一方、植松の弁護人は2020年4月2日付で控訴取り下げの無効を求める書面を横浜地裁に提出した。しかし、この異議申し立てについては東京高裁から2022年（令和4年）5月および9月に棄却決定（控訴取り下げは有効と判断する決定）が出され、同年12月12日付で最高裁第三小法廷（裁判長・長嶺安政）が弁護側の特別抗告を棄却する決定を出したため、高裁決定が確定している。
死刑確定後、死刑囚（死刑確定者）となった植松は家族・弁護士を除く外部の人間との接見を禁止され、2020年4月7日に身柄を横浜拘置支所から死刑執行設備（刑場）を有する東京拘置所へ移送された。その後、同年10月（23日 - 25日）に開催された「死刑廃止のための大道寺幸子・赤堀政夫基金 第16回死刑囚表現展」に「より多くの人が幸せに生きるための7項目」として、従前の主張と同様に「意思疎通の取れない人間は安楽死させるべきだ」などと記した文字作品を応募している。
死刑判決を受けて神奈川県知事の黒岩祐治は神奈川県庁で記者会見し「植松に対する怒りが消えることはない。社会全体で植松の思想を否定すべきだ」と述べたほか、相模原市長・本村賢太郎も「事件を風化させず『共生社会』実現に取り組みたい」コメントした。

#### 再審請求
植松は2022年4月1日付で横浜地裁に再審を請求した。植松と面会した弁護士によると、植松は請求の理由について「再審請求すれば、被告人と同様に外部と接触できるようになると思った」と話した。弁護士が請求後も接見が制限されることを伝えると「そうなんですか」と驚いた様子を見せたという。植松は当初、再審で新たに主張したいことはないとしていたが、その後「1審の裁判は責任能力の問題に縛られて、（障害者に対する）自分の考えについて受け止めてもらえなかった。事件後も社会は変わっていない。死刑になることは怖くないが、裁判をやり直して改めて（持論を）主張したい」などと話したという。横浜地裁は「独自の見解であって、再審の理由に当たらない」として2023年4月18日付で再審請求を棄却した。24日に弁護人が決定を不服として即時抗告した。東京高裁は再審請求には理由がないとした地裁決定について「判断に誤りはない」として2025年4月10日付で即時抗告を棄却する決定をした。植松と弁護士は最高裁に特別抗告した。

## 犯人

### 生い立ち
本事件の加害者である男・植松 聖（うえまつ さとし）は1990年（平成2年）1月20日生まれ（現在35歳）。2020年9月27日時点で死刑囚として東京拘置所に収監されている（死刑執行はされていない）。なお、2022年（令和4年）4月1日には横浜地裁に再審請求している。
1人っ子（長男）で兄弟は居らず、父親は東京都内の小学校に図工教師として勤務しつつ自治会活動に積極的に参加しており、母親は漫画家だった。1歳となる1991年（平成3年）1月に 両親とともに 多摩平団地から引っ越し、「津久井やまゆり園」から600メートルほど離れた千木良地区（当時は津久井郡相模湖町大字千木良）の住宅（事件当時の住居）へ移住し、相模湖町立千木良小学校（現：相模原市立千木良小学校） に在学したが、小学校時代は同学年および1学年下に一人ずつ知的障害者がおり、低学年の時には作文に「障害者はいらない」と記述していた。小学校卒業後は相模湖町立北相中学校（現：相模原市立北相中学校）に進学したが、熱心なバスケットボール部員で勉強もできる方だった一方、友人と喫煙・飲酒・万引きや器物破損などの非行をしたり、自分の同級生に怪我を負わせた1学年下の障害者を殴ったことがあったりした。
中学卒業後は東京都八王子市内の私立高校へ進学したが、2年生時の夏にバスケットボール部員を殴って停学処分を受け、相模原市内の高校（福祉科）へ転校した。父と同じ教師になることを志し、高校卒業後の2008年（平成20年）4月には帝京大学文学部教育学科初等教育学専攻（現：教育学部初等教育学科）へ入学し、2012年（平成24年）3月に卒業した。帝京大在学中には2011年（平成23年）5月末から約1か月間にわたり、母校の相模原市立千木良小学校で 教員免許を取得するため教育実習を行ったが、小学校教員一種免許を取得したものの教員採用試験は受けなかった。一方で3年生 - 4年生頃には刺青を入れたり、大麻など薬物を乱用したりするようになり、大学卒業後は半グレ集団・右翼関係者とも交友を持つようになっていた。
事件の4 - 5年ほど前、植松が大学4年生頃の時には夜中に植松宅から母親とみられる女性の泣き叫ぶ声が聞こえ、その約半年後には両親が植松を1人残して東京都八王子市のマンションに引っ越し、以降植松は実家で一人暮らしをしていた。

### 津久井やまゆり園採用後
植松は教員免許を取得して大学卒業後、当初目指していた教師にはならず運送会社に就職して11月までの半年間ほど従事した後、2012年12月1日付で「津久井やまゆり園」に非常勤職員として採用され、翌2013年4月1日から常勤職員として採用されると 後述のように退職した2016年2月まで勤務していた。
植松は2012年8月、施設を運営する社会福祉法人「かながわ共同会」の就職説明会に参加し、「明るく意欲があり、伸びしろがある」という判断で採用された。働き始めた当初は知人らに対し「障害者はかわいい」「今の仕事は天職」などと話していた。ある時植松は、風呂で発作を起こして溺れ死にそうになった利用者を助けたことがあった。この際に保護者からは一言も礼を言われず、植松は「『余計なことをしやがって』という雰囲気を感じた」という。この体験が犯行に至る思想が初めて芽生えたきっかけになったと事件後に片岡健の面会時に語っている。
植松は、「施設入居者への暴行・暴言」など勤務態度に問題があったため、何度も指導・面接を受けていたほか、刺青を入れる等の業務外における問題行動も散見された。植松は2015年6月ごろから尊敬していた彫り師に弟子入りして本格的に彫り師修業を始めていたが、同年末ごろに「障害者を皆殺しにすべきだ」と発言するなどの異常な言動が見られたことから、彫り師から「ドラッグを使用している可能性が濃厚だ」と判断され破門された。また、2015年6月28日未明には八王子駅付近の路上で面識のない通行人から「死ね」などと言われたことに腹を立て、ともに行動していた友人と2人で通行人に暴行を加え怪我を負わせる事件を起こし、同年12月に八王子警察署から傷害容疑で書類送検された。
植松は2016年2月頃に「ニュー・ジャパン・オーダー（新日本秩序）」と題して「障害者殺害」「医療大麻の解禁」「暴力団を日本の軍隊として採用」などの計画を記した文章を書き記していたほか、同級生に対して「革命」という言葉を繰り返し使っていたが、同月中旬頃に衆議院議長公邸を訪れて衆議院議長の大島理森に宛てた『犯行予告』とされる内容の手紙を職員に手渡した。
- 「津久井やまゆり園」と同県厚木市内の障害者施設の2施設を[163] 標的として名指しした[164][165]。
- 具体的な手口として「職員の少ない夜勤に決行する。職員には致命傷を負わせず結束バンドで拘束して身動きや外部との連絡を取れなくし、2つの園260名を抹殺してから自首する[注 13]。日本と世界平和のためにいつでも作戦を実行するつもりだ」などの内容が記されていたほか、要求として「『逮捕後は心神喪失で無罪として2年以内に釈放し、5億円の金銭を支援し自由な人生を送らせる。新しい名前として“伊黒崇”を与え整形手術をさせる』などの条件を国から確約してほしい」という記述もあった[167]。

また、同月には安倍晋三内閣総理大臣宛ての手紙を自由民主党本部にも持参していた。
事件を受けて7月26日には衆議院の向大野新治事務総長が記者会見を開き、手紙を受け取った経緯などを説明した。それによると、植松は2月14日午後3時25分頃に議長公邸を訪れ、書簡を渡したいと申し出たが受け入れられず、土下座をするなどしたため、警備の警察官が職務質問したところそのまま立ち去った。その後、男性は翌日午前10時20分ごろに再訪し、正門前に座り込むなどしたため、衆議院側で対応を協議して午後0時半ごろに手紙を受け取ると、ようやくその場を立ち去った。手紙に犯罪を予告するような内容があったため、衆議院の事務局が警察に通報し手紙を提出。向大野は「すぐに大島議長の指示をあおいで警察に連絡しており、適切な対応だったと考えている」と述べた。この手紙について、警視庁は同15日中に津久井署に情報を提供した。
2016年（平成28年）2月16日、津久井警察署員が来園し、総務部長が対応した。津久井警察署員は、被疑者が衆議院議長に渡した手紙の内容を伝え、被疑者への対応を話しただけで、手紙そのものを見せなかった。この点について、津久井やまゆり園事件検証委員会は『津久井やまゆり園事件検証報告書（平成28年11月25日）』で、「ただし、手紙を見せた方が園の危機意識はより大きなものになったのではないかとは推察される。（12頁）」と述べている。また、津久井やまゆり園は、津久井警察署から情報提供を受けたのに、神奈川県に伝えなかった。この点について、『津久井やまゆり園事件検証報告書（平成28年11月25日）』は、「ただし、手紙の発覚から４日後に被疑者が退職したこと、また措置入院となったことで共同会は県への報告は不要と判断しているが、県の施設の指定管理者としては、施設の利用者に危害が及ぶ可能性があるという情報を津久井警察署から伝えられた時点で、県に報告をしておくことが望ましかった。（12頁）」と述べている。
植松は2016年2月17日、LINEで同級生らに「重度の障害者たちを生かすために莫大な費用がかかっている」などと自説を展開するメッセージを一斉送信し、その後直接電話をかけた同級生には犯行への加担を要求した。その際には反論した友人を「お前から殺してやる」と脅したばかりか 激怒した友人から「ふざけるな」と殴られても考えを改めなかった。

### 措置入院後
さらに植松は、2016年2月18日の勤務中に同僚職員に「重度の障害者は安楽死させるべきだ」という趣旨の発言をして施設側から「ナチス・ドイツの考えと同じだ」と批判されたが、その主張を変えなかったことから、翌19日に同施設が警察に通報し、これに対応した津久井署は「植松が他人を傷つけるおそれがある」と判断して相模原市長に精神保健福祉法23条に基づき通報を行った。同市は措置診察を行うことを決め、1人の精神保健指定医が「入院の必要がある」と診断したため、精神保健福祉法に基づいて北里大学東病院へ緊急措置入院を決定した。植松は同日、勤めていた同施設を「自己都合」により退職し、その後は犯行時迄無職の状態だった。
翌20日には尿から大麻の陽性反応が見られ、22日に別の2人の精神保健指定医の診察を受けたところ、指定医の1人は「大麻精神病」「非社会性パーソナリティー障害」、もう1人は「妄想性障害」「薬物性精神病性障害」と診断した。市は同日、植松を正式な措置入院とした。指定医は「症状の改善が優先」などとして警察には通報せず、3月2日付で医師が「他人に危害を加えるおそれがなくなった」と診断したため、市は植松を退院させた。退院後、八王子市内のマンションに住んでいた植松の両親は「部屋が空いている」と同居を持ち掛けられたがこれを拒否して1人で実家に戻り、医師作成の証明書をハローワークに提出して90日分の失業給付を受領した。さらに3月24日には生活保護受給を申請して約2か月分の給付を受けたが、後に失業給付との二重請求が判明したため取り消し手続きが取られ、4月分の受給額は返還した。

### 事件当日
植松は「イルミナティ」と呼ばれるカードゲームの愛好者だったため「『1001』は聖なる数字だ」という考えから本来は2016年10月1日に施設襲撃を計画していたが、事件前日の2016年7月25日未明に相模原市内で知人男性2人と会った際に、うち1人から「自分が狙われている」と感じたため実行の前倒しを決断した。
- 『日本経済新聞』の報道によれば「事件前日に『暴力団関係者と親交があるとされる知人』から『お前は暴力団組員に追われている』と告げられたことが心理的な圧力になり、襲撃を翌日に前倒しするとともに襲撃できなくなることを危惧して（後述の件で）津久井署に出頭し自動車の鍵を受け取ったあと、周辺のホームセンターで結束バンドを購入したり自宅から包丁を持ち出したりして犯行を準備した」[186]。
- 『朝日新聞』の報道によれば「自分は大麻の合法化を訴えているので大麻を資金源にしている暴力団から狙われている。殺される前になるべく早く事件を決行しなければ」という思い込みから実行の前倒しを決意した[188]。

植松は知人2人と別れたあと、バスなどで京王線の駅に向かい、始発電車で新宿駅に向かい、同日午前に新宿の漫画喫茶で仮眠を取り、昼頃には「相模原市内のファストフード店に車を放置した」として母親を通じ津久井署から呼び出しを受けたため電車で相模原市に戻った。植松は車を引き取ったあとで自宅から包丁などを持ち出し、東京都内のホームセンターでハンマーや結束バンドなどを購入して犯行の準備をすると、車で再び都内へ向かい、新宿のホテルの一室を借りて室内で頭髪を金色に染めた。午後9時頃に植松は好意を寄せていた知人女性と待ち合わせて高級焼肉店で食事し、その際に女性に障害者襲撃計画を話した。食事後、植松は都内のホテルに滞在してから相模原市に戻り、翌26日午前1時ごろにホテルを出て車で「津久井やまゆり園」に向かい、2時ごろに園内に侵入して凶行に及んだ。
植松は犯行後、津久井署へ出頭する直前の午前2時50分にTwitterに「世界が平和になりますように。beautiful Japan!!!!!!」という内容のツイートを、自撮り写真を添付してTwitterに投稿していた。Twitterは2014年11月に開始したが、投稿は意味不明なものや幼稚なものが多く、Twitterアカウントのプロフィールページのヘッダー画像には「マリファナは危険ではない」と書かれた画像が使用されていた。植松は車で出頭する途中、コンビニエンスストアに立ち寄ってトイレを利用し、そこで手や腕に付着した血を洗った後、千円札で菓子パンを購入していた。コンビニの防犯カメラの画像などから、犯行時と出頭時は同じズボンとシャツを着用しており、服には血もついていたという。

### 逮捕後
植松は逮捕後の26日夜、取り調べの中で「突然のお別れをさせるようになってしまって遺族の方には心から謝罪したい」と遺族への謝罪の言葉を口にしたが、一方で被害者への謝罪は行っておらず、障害者に対する強い偏見を表す形となった。植松は麻薬と覚醒剤の尿検査には応じたが、大麻使用の尿検査を拒否したため、強制採尿した結果、大麻の陽性反応が出た。
神奈川県警が27日に植松宅を家宅捜索した結果、微量の植物片が見つかり、分析により大麻であることが確認された。
逮捕後の取り調べに対し植松は「今の日本の法律では人を殺したら刑罰を受けなければならないのは分かっているが、自分は権力者に守られているので死刑にはならない」という趣旨の発言のほか、「事件を起こした自分に社会が賛同するはずだった」という趣旨の供述もしている。「事件を起こしたのは不幸を減らすため」「（障害者を）殺害した自分は救世主だ」「（犯行は）日本のため」などとも供述した。一方で、公判前に発生した京都アニメーション放火殺人事件については、「恐ろしい事件ですよね。ああいう犯人を世に出しておいてはいけない」という感想を述べている。
植松はその後も重複障害者に対する差別的な言動を一貫して繰り返した。
- 2017年2月27日に拘留先・津久井署で『中日新聞』記者と接見した際に「遺族を悲しみと怒りで傷つけたことをお詫びしたい」と述べた一方で、自らが殺傷した被害者そのものに対する言葉は述べなかった[202][203]。
- 横浜拘置支所収監中の2017年7月20日までに手紙を通じて時事通信社や『東京新聞』（中日新聞社）の記者による複数回の取材に対しても「命を無条件で救うことが人の幸せを増やすとは考えられない」と重度・重複障害者殺害を正当化する考えを示している[204][205][206]。そのうえで「自分はおおまかに『お金と時間』こそが幸せだ、と考えている。重度・重複障害者を育てることは莫大なお金・時間を失うことにつながる」と主張した[206]。殺害を思い立ったきっかけとして「アメリカ合衆国大統領就任前のドナルド・トランプが演説で『世界には不幸な人たちがたくさんいる』と述べたのを聞いたことに感銘した。過激派組織ISILの活動もきっかけの1つだ」と述べた[206][207]。
- 2018年1月には横浜拘置支所で時事通信社記者との接見取材に応じた際に「自分は責任能力はある」と述べた一方で「刑事裁判で死刑判決を受ける可能性が高い」と指摘されると[166]、「自分が殺したのは人間ではないから殺害行為の正当性を主張するつもりだ。個人的には『懲役20年程度の量刑が妥当だ』と考えている」と述べた[163]。しかし記者から「刃物で刺す行為は安楽死ではない」と指摘されると「申し訳ない。他に（殺害）方法が思いつかなかった」と初めて被害者に対する謝罪の言葉を述べた[163]。
- 2019年4月には横浜拘置支所で接見した『神奈川新聞』記者に対し「死刑になるのは嫌だ」と述べた[208]。2020年1月29日にも同紙記者と接見したが、その際には「自分でも死刑になるだろうと思っているし、死刑判決が出ても控訴するつもりはないが、死刑になるような罪とは思わない」と発言している[209]。

## 社会への影響

### 措置入院制度の見直し議論と法改正の断念
- 精神保健及び精神障害者福祉に関する法律による措置入院のあり方について、解除の判断や解除後の支援体制、警察・関係団体との連携などが十分でなかったとの指摘が出ていることから、日本国政府は再発防止に向けて措置入院の制度や運用が適切であったか再検証し、必要な対策を検討することを厚生労働大臣塩崎恭久が指示した[210][211]。
- 精神保健指定医資格の不正取得事件が複数発覚しているが、その中の1人は犯人植松の措置入院に関わっていることが判明し、医道審議会で指定医取り消し処分を受けた[212]。
- 2016年9月14日に公表された厚生労働省の中間報告[213] において、植松を措置入院させた北里大学東病院と相模原市が、本来は退院後に必要なケアや復帰プログラムなどを検討しないまま、退院させていたことが明らかとなった[214]。また、措置入院させた北里大学東病院内には、薬物使用に詳しい専門の医師がおらず、外部に意見を求めることもなかったため、以後の薬物依存を防ぐ手立てが何ひとつなされていなかったことも指摘された[214]。さらに、ほかの精神障害の可能性や心理状態の変化、生活環境の調査や心理検査が行われなかったことも問題とされた[214]。措置入院解除のときに必要な届け出に2点の不備があり、また病院と植松の両親との間で理解に食い違いがあり「同居を前提とした」措置入院解除であったにもかかわらず、植松は実際には一人暮らしとなった[214]。届書に空白欄があったにもかかわらず、相模原市がその空白欄を追及しなかったため、精神保健福祉法で定められている「精神障害者の支援」の対象とならなかった点について、報告書は「相模原市の対応は不十分であった」と結論づけた[214]。
- 2016年12月8日、厚生労働省の有識者検討会は最終報告書を発表し、措置入院後に「退院後支援計画」を義務づけることを表明した[215]。
- 2017年2月14日、障害者団体が保安処分や「患者の監視強化につながる」として反対するなか、厚生労働省が相模原障害者施設殺傷事件を受け「精神保健及び精神障害者福祉に関する法律改正案」を第193回国会に提出した。
  - 参議院厚生労働委員会で審議されるも、改正の要旨に掲げた『相模原市の障害者支援施設の事件では、犯罪予告通り実施され、多くの被害者を出す惨事となった。二度と同様の事件が発生しないよう以下のポイントを留意して法整備を行う』など数か所を、2017年（平成29年）4月13日の参議院厚生労働委員会で削除する異例の事態が発生。措置入院退院後に警察も関与する「退院後支援計画」などをめぐって議論が紛糾[216]、参議院で改正案が成立するも、衆議院で審議入りもされないまま会期内に成立せず、継続審議ののち、9月28日に第194回国会の冒頭で、衆議院解散により廃案となった[217]。
- 2018年（平成30年）、第196回国会で第193回国会で廃案となった精神保健福祉法改正案の国会提出を、3月9日に断念することを固めた。障害者団体や野党の反対が根強く、働き方改革関連法案の審議にも影響しかねず、後任の加藤勝信厚生労働大臣も慎重姿勢のままであり、次回以降も同じ内容の法案を厚生労働省は提出しない考え[218]。
- 2019年（平成31年）の第198回国会で、廃案になった精神保健福祉法改正案の提出を、第25回参議院議員通常選挙の実施により、国会の会期延長が難しい日程を理由に、1月21日に改正案の提出を断念することが、共同通信社の取材で分かった[219]。

### 津久井やまゆり園のその後

#### 施設の建て替え
津久井やまゆり園は定員66人で再建され、2021年8月1日に入所が再開された。事件を教訓に防犯カメラや防犯ガラスが導入されている。神奈川県横浜市でも別施設が建設され、2021年12月1日から入所者を受け入れる予定である。経緯は以下を参照。
- 2016年9月13日、神奈川県知事の黒岩祐治は施設を管理していた社会福祉法人「かながわ共同会」の要望を受け、施設を全て建て替えることを表明した（犯行現場となった居室などが使用できなくなったため、一時は30人以上が体育館で過ごすなどの状態に置かれていた。その後、県内の他施設に移ったり自宅に帰ったりして、9月12日時点で約60人が園で生活していた）[221]。11月16日には地元の公民館で県の説明会が開かれ、「60億円から80億円で翌2017年度から4年間かけて施設を全面的に建て替える。その間、入所者は横浜市内の県立施設へ仮居住などするために全員が施設を離れる」などの説明が県からなされ、住民からは「絶対忘れてはいけない事件。亡くなった方の名前も入れた、誰でも慰霊できる碑を造るべきだ」「基本構想の作成に障害者も加えるべきだ」「防災拠点にもしてほしい」などの意見が出た[222]。仮移転先は横浜市港南区にある知的障害児施設「ひばりが丘学園」で、2017年3月に閉鎖し入所者が県内の新しい施設に移るこの施設を再利用する（移動は4月以降を想定し、園に残る約60人と別の施設に移った約30人も一緒に「ひばりが丘学園」に移る方向で調整している）[223]。
- 2017年4月5日から21日にかけて、事件後も「津久井やまゆり園」で生活していた入所者約60人が「ひばりが丘学園」に転居し、「津久井やまゆり園芹が谷園舎」への仮移転が行われた[224][225]。「やまゆり園」は4月中に閉鎖され、4年後の2021年の完成を目指して建て替え工事が行われる予定であるが[224][226]、同じ場所で建て替えられるかどうかは不透明な状況だと報道された[227]。
- 2017年4月27日に横浜市中区で5人の委員と県の担当者が出席した「津久井やまゆり園の再建の在り方を検討する部会」の会合が開かれ、意見の集約に向けた議論が行われた。委員からは「複数の小さな施設に入所者を分散することが望ましい」という趣旨の意見が相次ぎ、部会として「入所者を地域生活に移行させるためには、これまでと同様の大規模な施設は前提としない」とする提言を、県に6月に提出する方針が決まった一方、神奈川県の担当者は「小規模な施設を複数作ることは、土地の確保の面から難しい」と述べた[228]。

#### 批判
- 神奈川県内の障害者団体や有識者らが、障害者総合支援法（2005年成立）が障害者の地域社会での生活の支援を謳っていることを理由に、「大規模収容施設は、時代の逆行以外の何物でもない」と反発している[229]。

#### 被害者職員らの労働災害認定
2017年2月、事件当日に施設で当直勤務し、事件を目の当たりにした女性職員3人が心的外傷後ストレス障害（PTSD）により一時期出勤できなくなったとして、相模原労働基準監督署から労働災害の認定を受け、ほか2人も労災を申請した。その後、5人全員が4月14日までに労災を認定された。2月3日に記者会見した園長によると、事件による退職者や休職者はいないものの、職員の一部は事件の影響で制限勤務を続けているという。

### 差別
共同通信社が事件から1年となるのを機に全国の知的障害者の家族を対象にしたアンケートでは、回答した304家族の68パーセントが「事件後、障害者を取り巻く環境悪化を感じた経験がある」と答えた。また、同社が具体的な経験を複数回答で尋ねた結果、「インターネットなど匿名の世界での中傷」が31パーセント、「利用している施設・職員への不安」（植松が津久井やまゆり園の元職員だったことから）が28パーセント、「精神障害者への偏見」（植松に措置入院歴があることから）が23パーセント、「差別を恐れ障害のことを口にしづらくなった」が4パーセント、「本人や家族が直接、差別的な言動を受けた」が2パーセントだった。アンケート結果について、識者からは「生きる価値は障害者も健常者も変わらないことを社会は理解すべきだ」との声が出ている。

### パラリンピック聖火を巡る騒動
2021年3月31日、相模原市がやまゆり園を東京パラリンピックの聖火の採火場所とすることを発表した。同市の本村賢太郎市長は「事件を風化させず、誰ひとり取り残すことのない共生社会実現への誓いを込めたい」と説明したが、事前に遺族に連絡を取らずに決めたことや、犠牲者を悼む場を祭典に用いることが適切かなど異論が相次いだ。市側は前年10月末にやまゆり園で採火する案が市の会議で固まり、翌年2月、神奈川県と園の指定管理者の「かながわ共同会」を交えて相談し「合意を得た」と受け止めていたが、遺族や関係者には事前に説明していなかった。4月13日、負傷者家族と遺族の代理人弁護士らが、場所の変更を求める文書を市に提出。市は5月7日に遺族や園の利用者家族の合意が得られなかったとして園での実施を撤回することを正式に発表し、遺族らは一定の評価をしつつも、本村が会見で園で採火式を開く構想自体について「共生社会を実現させる点で間違っていない」と述べたことから市長の認識を疑問視する声も出た。

## 反応

### 日本国内

#### 政府など

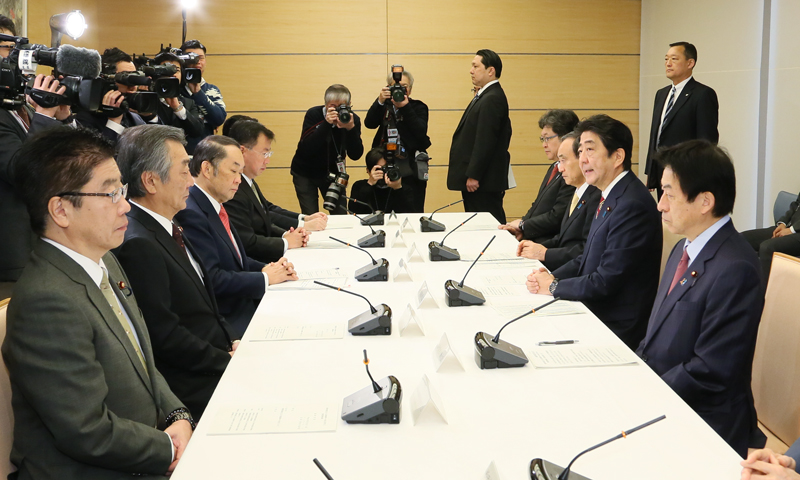
日本政府は「障害者施設における殺傷事件への対応に関する関係閣僚会議」を開催した（2016年12月9日）

- 内閣総理大臣の安倍晋三は事件に対し「心からご冥福とお見舞いを申し上げる。真相解明に政府も全力を挙げたい」と述べた。また、内閣官房長官の菅義偉も「関係省庁と協力して再発防止策の検討を早急に行いたい」と記者会見上で述べた[239]。
- 自身宛に手紙を送られた衆議院議長の大島理森は、事件を受けて衆院事務総長を通じ、「このたびの事件は極めて残忍で許し難い行為だ。犠牲となられた方々とご遺族に心から哀悼の意を表するとともに、負傷された方々に心からのお見舞いと一日も早いご回復をお祈りする」とコメントした[240]。
- 神奈川県知事の黒岩祐治は、7月26日午前10時から神奈川県庁で保健福祉局幹部とともに記者会見し、「被害に遭われた方やご家族におかれては、あまりに突然のことでお慰めの言葉もない。県も指導・監督する立場として心からお詫び申し上げる。今後被害者支援をできる限り行うと同時に警察の捜査に全面的に協力し、再発防止に全力を尽くす」と謝罪した[241]。
- 神奈川県議会は2016年9月8日、「県立津久井やまゆり園で発生した事件の再発防止と共生社会の実現を目指す決議」を全会一致で可決した。同年10月14日、神奈川県は『ともに生きる社会かながわ憲章』を制定した[242][243][244]。
- 相模原市長の加山俊夫は「犯行の動機などその背景は明らかでありませんが、このような悲惨な事件が本市で起きましたことは心痛に耐えません。障害を抱え、体が不自由な方々を標的にした、許されざる行為に対し、強い憤りを感じております」と事件を非難し、そのうえで犠牲者へのお悔やみと負傷者へのお見舞いのコメントを寄せた[245]。
- 参議院副議長などを務めた参議院議員の山東昭子は、犯罪予告やほのめかした人物、再犯のおそれのある性犯罪者などに対して、GPSを埋め込むようなことも含めた議論をすべきとの考えを示した[246][247][248]。

#### メディア
- 『沖縄タイムス』の2016年7月27日の社説では、植松の事件前の言動と行政の対応に言及したうえで、「今回の事件は障がい者を標的にした犯罪『ヘイトクライム』である」と述べている[249]。
  - このほか、『中日新聞』[250]、『西日本新聞』[251]、『中国新聞』[252]、『毎日新聞』[253]、『東京新聞』[254]、『産経新聞』[255]、日本文化チャンネル桜[256] の記事に、本件犯行について「ヘイトクライム」という語を用いる例が見られた。
- 『中国新聞』の2016年7月27日の社説では、犯行を強く非難したうえで、「本人の生い立ちや人間関係はもとより事件に潜む社会的な病巣はないのか」と問いかけ、また障害者施設を含めた福祉施設の防犯対策を検討する必要があると指摘している[257]。
- 『中日新聞』は2016年7月27日の社説で、植松の事件前の言動に言及したうえで、批判の矛先が行政や病院、警察に安易に向けられることについて、「そうした批判は、ともすると地域で暮らす精神障害者への差別や偏見を助長しかねない」と懸念を示した[258]。
- 『毎日新聞』は2016年7月27日の社説で、犯行の動機について「軽々に判断すべきではない」と述べ、また事件のあった施設の防犯体制に言及して「障害者施設の運営上の課題を十分に点検すべきだ」と指摘した[259]。
- 『毎日新聞』は2016年7月28日、『東京新聞』は2016年7月30日、肉体的生命を奪う「生物学的殺人」と同時に、人間の尊厳や生存の意味そのものを、優生思想によって抹殺する「実存的殺人」という「殺人の二重性」があるとの福島智の指摘を、それぞれ掲載した[254][260]。
- 『西日本新聞』は2016年7月29日の朝刊オピニオンで「ナチス・ドイツはユダヤ人の大虐殺だけでなく、『T4計画』と呼ばれる非人道的な計画も実行した…」という題で、ナチスが7万人の障害者をユダヤ人と同じようにガス室で殺害した例をあげ、「ヘイトスピーチが横行する社会に、亡霊を呼び寄せる黒い感情が満ちてはいまいか」と警鐘を鳴らした[261]。
- リテラは本事件について、「障がい者大量殺害、相模原事件の容疑者はネトウヨ？ 安倍首相、百田尚樹、橋下徹、ケント・ギルバートらをフォロー」と題した記事で、植松がツイッターでフォローしていたのは、いわゆる「ネトウヨが好みそうな極右政治家、文化人がずらりと並んでいる」と報じた[262]。これに対し、『産経新聞』デジタルオピニオンiRONNA編集部の白岩賢太編集長は、「植松の一方的な偏見と、国内外で広がりをみせる愛国思想や保守主義を同等に論じるメディアや識者がいる」と発言、「犯人の誇大妄想と右翼思想を無理やり関連づけ」たとして「強い嫌悪感を覚える」と批判した[263]。
- 『産経新聞』論説委員の鹿島孝一は、今回の事件を受けて、人権派から「予防拘禁だ」「権力が乱用する恐れがある」として反対している「保安処分」を制度化するしかないのではないかと主張している[264]。
- 『日本文化チャンネル桜』代表の水島総は、植松と在日特権を許さない市民の会などの団体の思想の共通点を取り上げ、「日本人の発想ではない」と批判している[256]。

#### その他
- 知的障害者と家族で作る「全国手をつなぐ育成会連合会」をはじめ[265][266][267]、多くの障害者団体が、植松が書いた障害者を侮蔑する内容の文言に対し、緊急の声明や障害者に向けた文章を発表した[268]。
- 弁護士の師岡康子は、共同通信のインタビューに答え、植松が障害者を同じ人間として認めず、強い偏見や差別意識をもっていたとし、「特定の集団や個人を標的とする、罪『ヘイトクライム』といえる」とし障害者差別解消法が2016年4月に施行されたことを指摘して、「日本でもヘイトクライムを決して許さない取り組みが必要だ」との意見を述べた[269]。
- 作家の石原慎太郎は「この間の、障害者を十九人殺した相模原の事件。あれは僕、ある意味で分かるんですよ」と植松の行為に理解を示した[270]。
- 神奈川県川崎市中原区にある障害者施設の施設長は「障害者を排除するという被告の極端な考え方は、施設で働いていたからこそエスカレートしたのではないか」と問題を提起した。職員が障害者を主従関係で扱っているようになれば、「ほかの施設でも起きないとは限らない」という。事件の背景には「社会に潜在する障害者への差別意識」があり、もともと社会からの風当たりが強い障害者施設で、さらに職員による障害者の管理が厳しくなれば、「みんな障害者を邪魔に思っているんだ。差別して何が悪いんだ」という虐待の温床になりかねないと、障害者施設のあり方を問題視している[271]。
- 津久井やまゆり園の元職員で、専修大学講師（社会思想史）の西角純志は拘置所にいる植松と面会を続けている。西角はやまゆり園の職員として2001年 - 2005年の間、亡くなった19人のうち7人の生活支援を担当していた。津久井やまゆり園の事件の背景には、被告自身の優生思想やヘイトクライム（憎悪犯罪）があるなどと言われているが、西角は面会を通して、植松が優生思想もヘイトクライムという言葉も、国家社会主義ドイツ労働者党（ナチス）が障害者らを大量殺害した「T4作戦」も知らなかったことがわかり、事件後の報道や差し入れられた本などで知識をつけ、結果的にそれを自ら犯した殺人を正当化するのに利用しているのだと感じたと述べている[272]。

### 国際社会の反応
- アメリカ合衆国ホワイトハウスは「障害者施設で事件が起きたことに強い嫌悪感を感じる」という主旨の声明を発表している[273][274]。
- アメリカ国務長官のジョン・ケリーは「テロリズムの一種」と批難し、「つらいときを過ごす人たちを想って祈りを捧げたい」と弔意を表した[275]。
- ロシア大統領のウラジーミル・プーチンは「無防備な障害者に対する犯罪は、その残忍さと冷徹さで衝撃を与えた」と弔電を出している[275]。
- ローマ教皇フランシスコは事件で人命が失われたことに「悲嘆」を表明し、「困難なときにおける癒し」を祈願した[239]。

## 派生した事件・犯罪
事件発生後、これに関連・便乗した事件が発生した。
- 2016年7月29日、横浜市の障害者就労支援施設を破壊するとの予告メールを送った無職の男が、神奈川県警に威力業務妨害容疑で逮捕された[276]。
- 同年10月13日、茨城県水戸市の介護施設でこの事件を想起させる脅迫文がばらまかれた。茨城県警察は威力業務妨害の疑いで捜査を開始した[277]。
- 同年11月10日、岡山県津山市の障害者支援施設へ「わしはヒトラーの生まれ変わりじゃ。障害者なんて死んでしまえばえんじゃ」などといった脅迫電話がかけられた。翌日、岡山県奈義町の無職31歳男が威力業務妨害容疑で岡山県警察に逮捕された[278]。
- 2020年11月に富山県富山市において、当事件の影響を受けた人物により障害を持つ兄を殺害する事件が発生している。[279]
- 2021年7月20日に津久井やまゆり園であった追悼式を巡り、「やまゆり園に利用者入るんだろ。人を殺しに行くかもしれない」などとの電話が神奈川県庁にあった。同日、付近に住む無職の男が威力業務妨害容疑で神奈川県警察に逮捕された[280]。

## 関連書籍
- 『現代思想2016年10月号 緊急特集＝相模原障害者殺傷事件』青土社、2016年9月26日。ISBN 978-4-7917-1330-1。
- 保坂展人『相模原事件とヘイトクライム』岩波ブックレット、2016年11月3日。ISBN 978-4002709598。
- 立岩真也、杉田俊介『相模原障害者殺傷事件-優生思想とヘイトクライム』青土社、2016年12月20日。ISBN 978-4791769650。
- 藤井克徳、池上洋通、石川満、井上英夫『生きたかった 相模原障害者殺傷事件が問いかけるもの』大月書店、2016年12月27日。ISBN 978-4272360888。
- 『朝日新聞』取材班『妄信 相模原障害者殺傷事件』朝日新聞社、2017年6月20日。ISBN 978-4022514776。
- 月刊『創』編集部 編『開けられたパンドラの箱 やまゆり園障害者殺傷事件』創出版、2018年7月20日。ISBN 978-4904795538。
- 雨宮処凛編著『この国の不寛容の果てに 相模原事件と私たちの時代』大月書店、2019年。ISBN 978-4-272-33097-3。
- 月刊『創』編集部 編『パンドラの箱は閉じられたのかー相模原障害者殺傷事件は終わっていない』創出版、2020年。ISBN 978-4904795620。
- 神奈川新聞取材班『やまゆり園事件』2020年。ISBN 978-4344036406。
- 朝日新聞取材班『相模原障害者殺傷事件』朝日新聞出版、2020年。ISBN 978-4022620118。
- 植松聖『TRIAGE』ミリオン出版/大洋図書、2020年。※本人による漫画作品。全7話が電子書籍として発行されている。
- 植松聖『地獄月曜』-『実話ナックルズGOLDミステリーSP vol.4』(2024年8月20日)に掲載された13ページの漫画。